# قائمة زملاء الجمعية الملكية المنتخبين في 1835
هذه الصفحة تعرض قائمة زملاء الجمعية الملكية المُنتخبين لعام 1835.

## الزملاء
- Charles James Blasius Williams [الإنجليزية]‏
- William Symonds [الإنجليزية]‏
- James Wigram [الإنجليزية]‏
- Martin Tupper (physician) [الإنجليزية]‏
- Joseph Delafield [الإنجليزية]‏
- Thomas Mayo (physician) [الإنجليزية]‏
- صموئيل وارن
- James Burnes (surgeon) [الإنجليزية]‏
- John Edye [الإنجليزية]‏
- جورج فازرستونهو
- Sir William Molesworth, 8th Baronet [الإنجليزية]‏
- ويليام تيت
- Benjamin Oliveira [الإنجليزية]‏
- William Borrer [الإنجليزية]‏

## الأعضاء الأجانب
- Frédéric Cuvier [الإنجليزية]‏
- بيتر أندرياس هانسن
- أوتو أوقست روزنبرغ
- Jean-Baptiste Élie de Beaumont [الإنجليزية]‏